# Turpinia tricornuta
Turpinia tricornuta là một loài thực vật có hoa trong họ Staphyleaceae. Loài này được Lundell miêu tả khoa học đầu tiên năm 1939.